# God (nhóm nhạc)
god (tiếng Hàn: 지오디, ji-oh-dee) là một nhóm nhạc nam Hàn Quốc 5 thành viên. Tên gọi của nhóm là một từ viết tắt của Groove Over Dose. Họ là một trong số ít các nhóm có một album "triệu bản" trong lịch sử K-pop. Các thành viên đã hoạt động sự nghiệp solo sau thời gian ngừng hoạt động nhóm. Tuy nhiên, họ đã tập hợp lại và tạo nên một sự trở lại trong năm 2014. Đây chính là "Nhóm nhạc quốc dân" đầu tiên của Hàn Quốc.

## Sự nghiệp
Là một trong những nhóm nhạc Hàn Quốc bán triệu album, họ thường được gọi là "Nhóm nhạc quốc dân" hay "Huyền thoại Kpop" với những thần tượng thế hệ đầu như Shinhwa, H.O.T, Sechs Kies, Fin.K.L, S.E.S, SG Wannabe,...
Nhóm ra mắt với đĩa đơn "어머님 께" (To Mother). MV có sự tham gia của nam diễn viên Jang Hyuk. Sau khi giành giải Daesang từ ba hệ thống truyền hình lớn ở Hàn Quốc cho album thứ 4 đã bán được hơn triệu bản, họ bắt đầu một buổi hòa nhạc "100-day Human Concert" mà tất cả các chương trình đã bán cháy vé và mỗi ngày là một chủ đề khác nhau.

## Thành viên
| Nghệ danh       | Nghệ danh | Tên thật      | Tên thật | Tên thật | Tên thật        | Ngày sinh         |
| Latinh          | Hangul    | Latinh        | Hangul   | Hanja    | Hán Việt        | Ngày sinh         |
| Park Joon Hyung | 박준형    | Park Junhyung | 박준형   | 朴俊炯   | Phác Tuấn Huỳnh | 20 tháng 7, 1969  |
| Yoon Kye sang   | 윤계상    | Yoon Kyesang  | 윤계상   | 尹啓相   | Doãn Khải Tương | 20 tháng 12, 1978 |
| Danny Ahn       | 데니 안   | Ahn Shinwon   | 안신원   | 安信源   | An Tín Nguyên   | 22 tháng 12, 1978 |
| Son Ho Young    | 손호영    | Son Hoyoung   | 손호영   | 孫昊永   | Tôn Hạo Vĩnh    | 26 tháng 3, 1980  |
| Kim Tae Woo     | 김태우    | Kim Taewoo    | 김태우   | 金泰宇   | Kim Thái Vũ     | 12 tháng 5, 1981  |